# Waalse Krook

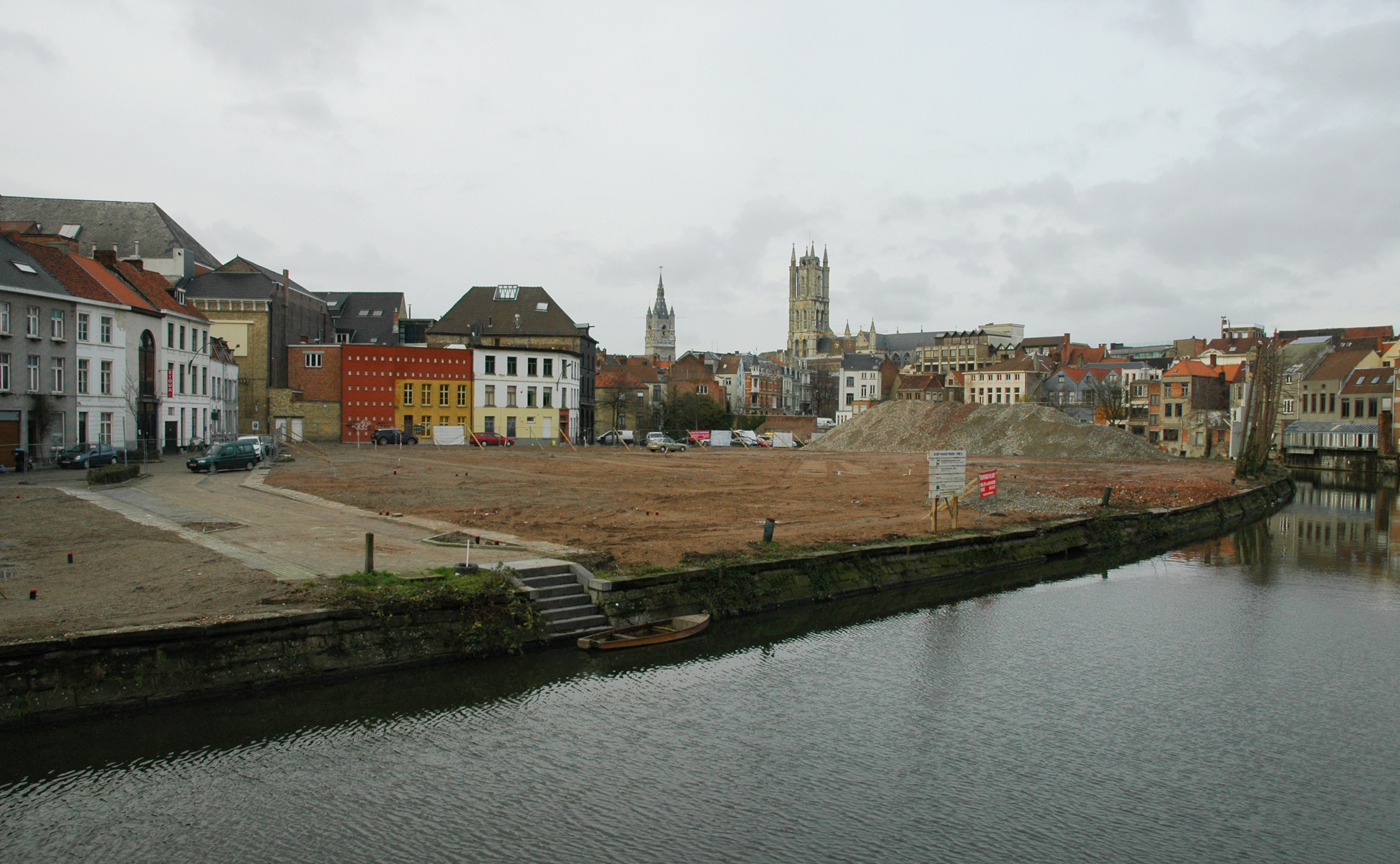
De Waalse Krook in december 2011, na de afbraak van een parkeergarage, sporthal en appartementsgebouw.

De Waalse Krook is een buurt in het centrum van de Belgische stad Gent. De buurt ligt tussen de Walpoortstraat, de Ketelvaart, de Nederschelde, de Lammerstraat en het begin van de Sint-Pietersnieuwstraat. Aan de overkant van het water ligt in het oosten de Kuiperskaai en in het noorden het Sint-Jansvest. De benaming Waalse Krook dateert uit 1943. De 'krook', een oud woord voor kreuk of vouw, verwijst naar de bocht die de Schelde rond de Waalse Krook maakt en de plek waar schepen steenkool uit Wallonië losten.
Nadat de buurt er lange tijd verloederd bij lag, is een stadsvernieuwingsproject in gang gezet; in 2011 is men gestart met de locatie vrij te maken. In 2017 opende een nieuwe stadsbibliotheek met de naam De Krook in het gebied.

## Geschiedenis
De buurt ter hoogte van Waalse Krook heeft een lange geschiedenis. Door haar ligging tussen de Gent en de drukke Walpoortstraat, die leidde van het Sint-Pietersdorp op de Blandijnberg naar de haven in het centrum (Portus Ganda) was dit reeds in de middeleeuwen een aantrekkelijke plek.
Enkele straatnamen verwijzen nog naar beroepen die hier in de middeleeuwen uitgeoefend werden. De Kleine Huidevettershoek, vandaag Platteberg, en de Grote Huidevettershoek verwijzen naar de vele huidenvetters of leerlooiers die hier hun bedrijvigheid hadden. Tijdens archeologisch onderzoek in 2012 werden hiervan tal van sporen ontdekt.

## Stadsvernieuwingsproject

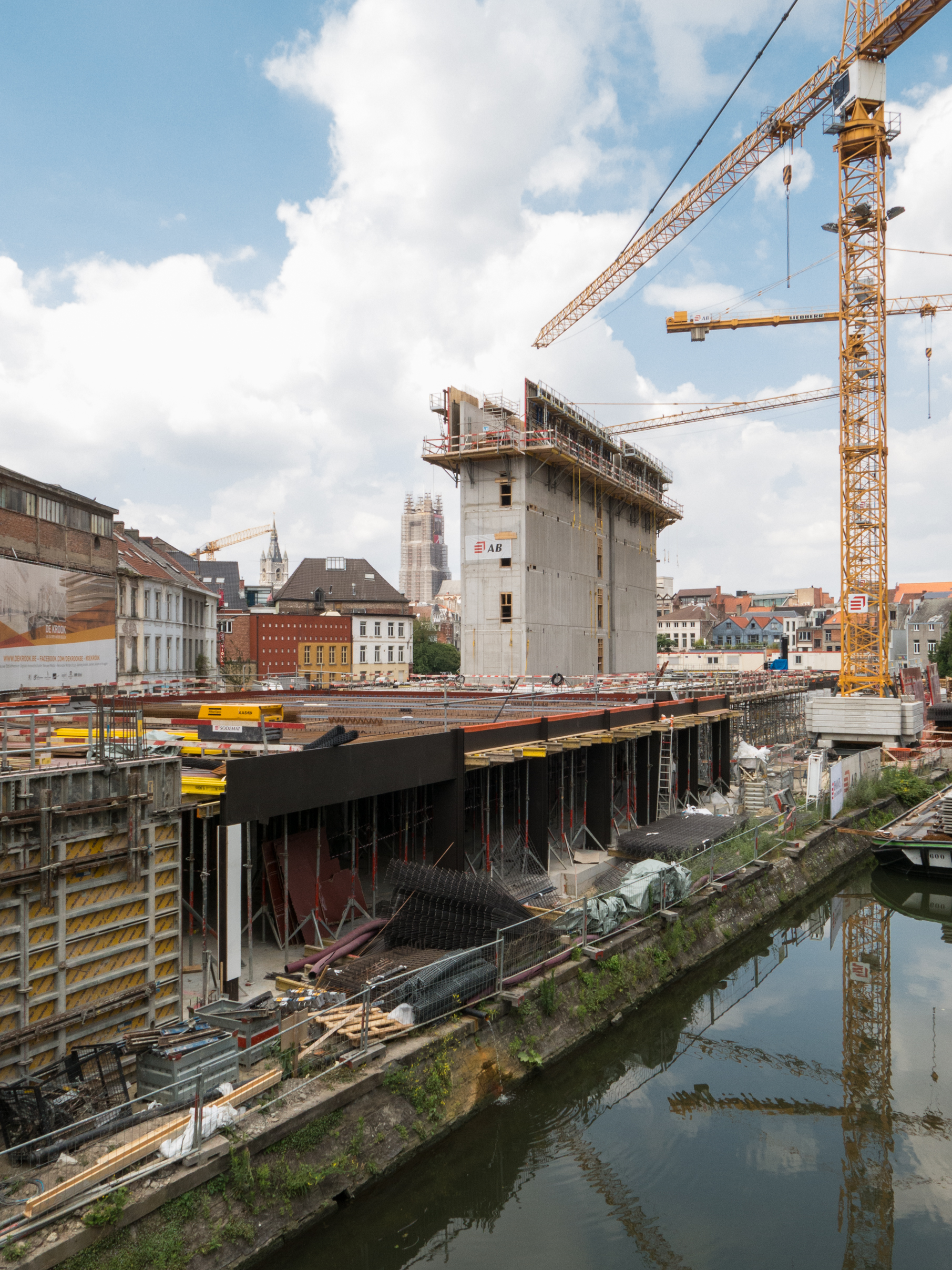
Werken aan het stadsvernieuwingsproject in 2014.

### Archeologisch onderzoek
In april 2012 vond een archeologisch onderzoek plaats. Dit in het kader van de voorbereidende werken voor het stadsvernieuwingsproject 'De Krook'. De archeologen konden enkele vondsten ontdekken waaronder enkele kuipen afkomstig van leerlooiers.

### De Krook
In 2011 begon men met de afbraakwerken langs de (Waalse) Krook. Daarvoor diende men het afvalpuin te transporteren via een, naast het terrein gelegen, rivier. Op 14 oktober 2013 startte men met de bouw van de nieuwe bibliotheek. In 2016 begon de volledige heraanleg van 'Kaaipromenade' en de nabijgelegen straten en pleinen. De nieuwe bibliotheek is open sinds 10 maart 2017.

## Industrialisering
Net als elders in Gent kreeg de buurt vanaf het einde van de 18de eeuw te maken met de industrialisering. Op korte tijd werden hier onder andere drie textielfabrieken en een gasfabriek uit de grond gestampt. De restanten van deze en recentere structuren zijn ook aangetoond bij het archeologisch onderzoek van 2012.

## Naamgeving
Waalse Krook was tot in 2012 de officiële naam voor het korte straatje dat loopt van de Korianderstraat naar de Schelde. De benaming dateerde van 1943, toen men een commissie aanstelde om de tweetalige straatnamen uit de wereld te helpen en een aantal nieuwe straatnamen te bedenken. De ‘Krook’ in Waalse Krook is een oud woord voor een kreuk, een vouw. Het woord verwijst naar de bocht die de Schelde hier maakt.
Het 'Waalse' in de Waalse Krook zou verwijzen naar de talrijke Waalse schippers die in de 18de en 19de eeuw constant naar en door Gent voeren. Met hun schepen transporteerden zij steenkool uit de mijnen van Henegouwen naar Gent en de Scheldemonding.
In mei 2013 werd door de projectontwikkelaars aangekondigd dat de site niet langer 'Waalse Krook' zou heten, maar kortweg 'De Krook'.

## Bekende bouwwerken en bezienswaardigheden
- Marimain
- Minardschouwburg
- Nieuw Circus
- Stadsbrouwerij Gruut